# Tebes (Grècia)
Tebes (grec: Θήβα, Thíva; grec antic: Θῆβαι, Thḗbai; en català medieval, Estives) és una ciutat de Grècia de la regió de Beòcia situada a 48 km al nord-oest d'Atenes, al nord de la serralada del Citeró, que separa Beòcia de l'Àtica. Té 24.400 habitants (2001), anomenats tebans.
Tebes és una de les ciutats més antigues d'Europa poblades ininterrompudament, atès que ja acollí una població micènica de gran importància durant l'Edat de Bronze. En temps antics fou la ciutat més gran de la regió de Beòcia, territori que era dividit en dues parts pel riu Onquest. La ciutat gaudí de gran prosperitat el segle iv aC, i particularment després de la batalla de Leuctra el 371 aC, quan assolí l'hegemonia per damunt de totes les polis gregues. No obstant això, després de la batalla de Queronea (338 aC) fou sotmesa al Regne de Macedònia i no recobrà més la independència. La decadència durà molts de segles, i la ciutat no es recobrà fins a l'alta edat mitjana, gràcies a la indústria de seda i a les tintories de porpra. Fou ocupada pels catalans el segle xiv, i el 1460 pels turcs. Aquest darrer període, que s'allargà més de 350 anys, comportà una nova decadència, que la convertí en poc més que un poblet, i no es recuperà fins a la Independència de Grècia. La ciutat moderna se situa al lloc de l'antiga ciutadella de Cadmea, i va ser reconstruïda després del terratrèmol del 1893.

## Història

### El mite
La tradició diu que Tebes fou fundada per Cadme, fill d'Agènor, rei de Fenícia, cap d'una colònia fenícia que va fundar la ciutat amb el nom de Cadmea, nom que més tard es va restringir a la ciutadella. De la mateixa manera, la plana del sud de Beòcia era coneguda com a la Terra Cadmea. L'Odissea considera Amfíon i Zetos els fundadors de les murades de la ciutat. Dels guerrers sorgits de les dents del drac es deia que només n'havien sobreviscut cinc, que eren els avantpassats de les cinc famílies més nobles, els esparts.
La tradició diu que Cadme va tenir un fill, Polidor, i quatre filles (Ino, Sèmele, Autònoe, i Àgave). La primera fou muller d'Atamant i mare de Melicertes; la segona fou amant de Zeus i mare del déu Dionís; Autònoe fou mare d'Acteó, i Àgave, mare de Penteu. Fou Penteu qui va succeir el seu avi, ja vell, com a rei de Tebes, però el seu regne fou efímer, i Polidor va accedir al tron. El va succeir el seu fill Làbdac que, en morir, va deixar un infant de nom Laios i el tron fou usurpat per Licos, germà de Nicteu. A la mort de Nicteu, Licos i la seva muller Dirce van perseguir la seva neboda Antíope, els fills de la qual, el bessons Amfíon i Zetos, es van revenjar i van assolir el tron de Cadmea, que van fortificar, i van unir la ciutat baixa amb la ciutadella per formar la ciutat de Tebes. Els va succeir com a rei el ja esmentat Laios, pare d'Èdip. Èdip va sortir de Tebes després que va descobrir que havia mort el seu pare Laios i s'havia casat amb la seva pròpia mare, Jocasta. Els seus dos fills, Etèocles i Polinices, es van disputar el tron, i durant la guerra civil, Argos va assetjar Tebes dues vegades; aquests fets eren objecte dels poemes de la Tebaida i els Epígons, que eren molt ben considerats a l'antiguitat però no s'han conservat. Polinices fou derrotat, i va fugir a Argos, on va obtenir l'ajut d'Adrast, rei d'Argos, per recobrar el poder.
Polinices, Adrast i cinc herois més (Amfiarau, Capaneu, Hipomedont, Partenopeu i Tideu) van formar una aliança coneguda com «els Set Cabdills contra Tebes», i van atacar Tebes, cadascun per una de les set portes de la ciutat. Etèocles i Polinices es van enfrontar a una de les portes, Amfídic va vèncer Partenopeu i els argius foren derrotats i els seus caps van morir, menys Adrast, que va escapar a cavall. Catorze anys després, els fills dels set caps van organitzar una altra expedició contra Tebes per revenjar els pares (la Guerra dels Epígons); l'expedició fou altra vegada dirigida per Adrast i la formaren: el seu fill Agesilau, Tersandre (fill de Polinices), Alcmeó i son germà Amfíloc (fills d'Amfiarau), Diomedes (fill de Tideu), Estènel (fill de Capaneu) i Pròmac (fill de Partenopeu). Aquesta vegada els epígons van guanyar en una batalla al riu Glisant, i es van presentar a les muralles de Tebes. Els tebans, aconsellats per Tirèsies, es van retirar a territori il·liri dirigits per Laodamant, fill d'Etèocles. Els epígons van col·locar al tron Tersandre, fill de Polinices. La primera expedició dels Set hauria passat 20 anys abans de l'expedició a Troia i 30 anys abans de la conquesta d'aquesta ciutat, segons la cronologia interna dels mites.
Els tebans no van participar en la guerra de Troia, si bé els escriptors grecs tardans van incloure Tersandre entre els membres de l'expedició i el fan morir a Mísia a mans de Tèlef. Després d'aquesta mort, els tebans van nomenar rei Penèleos, perquè el fill de Tersandre, Tisamen, era un infant. Penèleos és esmentat en la Ilíada com a líder beoci, però no es diu que fos líder de Tebes. Seixanta anys després de la guerra de Troia, el mite diu que els cadmeus, els habitants de Tebes, en foren expulsats pels beocis, una tribu dels etolis que hauria emigrat de Tessàlia. Una altra tradició diu, en canvi, que els tracis i pelàsgics van ocupar Tebes durant la guerra de Troia i els seus habitants foren enviats a l'exili a Tessàlia, exili del qual van tornar anys més tard. Fos com fos, el cas és que el grec de Beòcia era de tipus eòlic, i per força provenia de Tessàlia, de manera que una migració de grecs provinents de Tessàlia abans o just al començament de l'edat del ferro és forçosa.

### Guerres gregues i amb els perses
Tebes apareix en la història sota una forma de govern oligàrquic, quan era cap d'una confederació d'entre deu i catorze ciutats de Beòcia. Els habitants de Platea, descontents amb l'hegemonia de Tebes, es van retirar de la Confederació beòcia i es van aliar a Atenes. Els tebans foren derrotats i van haver de cedir a Platea el territori al sud del riu Asop, que va servir-ne de frontera (vers 519 aC o 510 aC). El 479 aC, els tebans i els seus aliats van combatre amb els perses a Platea i foren derrotats; l'octubre d'aquell any, els atenencs i altres grecs van assetjar Tebes i la van ocupar al cap de 20 dies; el cap oligarca de Tebes, Atagí, es va escapar amb els perses, i els líders oligàrquics favorables a Pèrsia que hi van restar, encapçalats per Timagènides, foren executats. L'hegemonia sobre les ciutats de Beòcia es perdé, i només fou restablerta amb l'ajut d'Esparta. El 457 aC, Esparta va enviar un exèrcit a Beòcia per assegurar-se'n el control, i els espartans van acampar prop de Tanagra; els atenencs van enviar-hi un exèrcit que fou derrotat a la vall de l'Asop (Batalla de Tanagra, novembre del 457 aC), però el febrer del 456 aC, havent-se'n retirat els espartans, els atenencs van tornar sota la direcció de Mironides i van guanyar la batalla d'Enofita (febrer del 456 aC) forçant la dissolució de la Confederació beòcia, les ciutats de la qual van rebre governs democràtics i ingressaren en la Lliga Àtica, obligant els líders oligàrquics a exiliar-se. El govern democràtic de Tebes va durar deu anys. El 447 aC, els oligarques van prendre el poder a Orcomen, Queronea i altres ciutats. Els atenencs van enviar un exèrcit dirigit pel general Tolmides, que va reconquerir Queronea on establí una guarnició, però fou atacat pels tebans, fou derrotat i mort i els atenencs expulsats, deixant-hi milers de presoners. Per recuperar els presoners, Atenes va haver de reconèixer la independència de Tebes i la seva hegemonia sobre les ciutats de Beòcia, i els governs democràtics foren deposats i substituïts per governs oligàrquics. Només Platea va restar sota influència d'Atenes.
La segona Guerra del Peloponès es va iniciar quan els tebans, el 431 aC, van atacar Platea. Els magistrats o generals dirigents de la confederació eren els beotarques, que se sap que eren en nombre d'onze al temps de la batalla de Delion (es creu que dos representants de Tebes i un per cada altre membre de la confederació). A Delion, els beocis van rebutjar l'atac atenenc (424 aC). Tebes i la Confederació beòcia (en realitat un instrument de Tebes) s'absentaren de la Pau de Nícies (421 aC) i el 420 aC es van aliar amb Esparta. El 413 aC, els atenencs van atacar Tanagra a Beòcia i van ocupar la ciutat de Micaleso. El 405 aC, després de la Batalla d'Egospòtamos, juntament amb els corintis, van urgir Esparta a eliminar Atenes i vendre tots els seus habitants com a esclaus, però Esparta va preferir instal·lar un govern aliat a Atenes i els exiliats atenencs, encapçalats per Trasíbul, van trobar auxili a Tebes i altres ciutats de Beòcia, sobretot per part del tebà Ismènies.
Quan, el 397 aC, el rei espartà Agesilau es va dirigir a Àsia per lluitar contra els perses, els tebans van refusar d'ajudar-lo i van interrompre el rei enmig d'un sacrifici religiós (a imitació d'Agamèmnon). El sàtrapa persa Titraustes va enviar un delegat a Grècia (el rodi Timòcrates) que va repartir molts diners als dirigents de les ciutats, perquè fessin la guerra a Esparta, però abans de formar-se una coalició, la guerra entre Tebes i Esparta va esclatar (inicialment, Guerra Beòcia). En la disputa fronterera entre els locris opuntis i el focis, Tebes es va posar al costat dels primers (i va envair Fòcida) i Esparta dels segons (en revenja per l'ofensa a Agesilau). Lisandre, el cap espartà, va envair Beòcia, però fou derrotat pels tebans a Haliartos (tardor del 395 aC). Pausànias, el rei agíada d'Esparta, es va retirar i fou desterrat (el va substituir Agesípolis I) i el rei proclida Agesilau va tornar a Esparta (394 aC). Corint, Atenes i Argos es van aliar amb Tebes (més tard, a la guerra se li va dir Guerra de Corint perquè els combats van passar al seu territori). Els corintis foren derrotats pels espartans al rierol de Nemea, al sud de la ciutat (juliol del 394 aC), però els espartans foren derrotats pels perses en la batalla naval de Cnidos (agost del 394 aC) i dotzenes de ciutats es van separar de la seva aliança, però Agesilau va salvar la situació amb una victòria sobre els tebans a Queronea (agost del 393 aC), en què només Orcomen, que era aliada d'Esparta i formava l'ala esquerra, fou derrotada, mentre el centre i la dreta espartana van arramblar els tebans, que es van reagrupar al puig Helicó i van poder impedir l'avanç espartà, però a costa de moltes baixes.
La Guerra de Corint va continuar els tres anys següents amb nombrosos combats a l'istme de Corint, on els espartans van ocupar el port de Lequeó i la ciutat de Sició. En aquest port, foren derrotats pels atenencs el 390 aC. El 387 aC, la Pau d'Antàlcides va posar fi a la guerra i va reconèixer la independència de totes les ciutats gregues (menys Lemnos, Imbros i Sciros, que foren reconegudes a Atenes «com en temps antics»). Les ciutats beòcies (Platea, Queronea, Tèspies o Thèspia, Tanagra, Queronea, Orcomen, Lebadea i Aliarte) van rebre governs oligàrquics hostils a Tebes i favorables a Esparta, una guarnició de la qual es va establir a Orcomen i una altra a Tèspies, per controlar Beòcia, i Platea fou reconstruïda i posada sota influència espartana (386 aC). El 382 aC, quan el general espartà Fèbides anava cap a Acantos i Apol·lònia d'Il·líria, que havien sol·licitat l'ajut d'Esparta en un conflicte local, va passar per Tebes on el cap opositor oligàrquic Leontíades li va demanar la conquesta i establiment d'una guarnició a Cadmea (la ciutadella de Tebes). Els espartans van ocupar la ciutadella amb ajut dels oligarques i van enderrocar el cap democràtic tebà Ismènies. Una guarnició tebana fou establerta a Cadmea i Leontiades va assolir el poder. Això fou vist en tota Grècia com una traïció espartana a Tebes i als termes de la pau del 387 aC. El govern espartà feu destituir del comandament el general Fèbides, però aquest va restar a Cadmea, i molts ciutadans tebans es van refugiar a Atenes. Leontiades fou substituït per Arquies, que va governar fins al 379 aC, quan una revolució dirigida per Pelòpides el va assassinar i van expulsar-ne els espartans. El 378 aC, Tebes es va aliar amb Atenes contra Esparta. Els tebans van derrotar els espartans a Tegira (Beòcia, 375 aC); després d'això van restaurar la seva hegemonia regional, de la qual només van quedar excloses Queronea i Orcomen; la pau entre Atenes i Esparta es va signar a la ciutat d'Esparta el 374 aC, però la guerra es va reiniciar l'any següent, quan els tebans van destruir Platea i van annexionar Tèspies (i a més reclamaven Oropos).
El 371 aC, Epaminondes fou nomenat beotarca i, poc després, Atenes i Esparta van signar la pau (Pau de Càl·lies) l'estiu del mateix any, tractat que ratificava el del 374 aC i al qual Tebes va refusar adherir-s'hi fins que no es reconegués la seva hegemonia a Beòcia. Per forçar els tebans a signar-lo, els espartans, dirigits pel rei Cleombrot I, van marxar al nord i van ocupar el port de Creusis (al golf de Corint) i van acampar a la plana de Leuctres, prop de Tèspies, on es van presentar els tebans i es va lliurar batalla, en què els tebans (uns sis mil homes) van obtenir la victòria (els espartans eren vint-i-cinc mil) i Cleombrot va morir (juny o juliol del 371 aC). Fòcida, Èlide, Acaia i Tessàlia es van aliar a Tebes, però tot i així els altres estats grecs van ratificar el tractat de pau. Arcàdia va demanar l'aliança tebana contra Esparta a finals d'any.
El 370 aC, Tebes es va aliar amb Argos i els tebans van envair el Peloponès. Sició fou ocupada i s'hi va establir un govern democràtic; els tebans van entrar a Arcàdia i el govern oligàrquic de Tegea fou enderrocat i la democràcia establerta. Els cantons del nord i est de Lacònia, pertanyents a Esparta, van passar a mans d'aliats de Tebes; els tebans van entrar a Messènia, que es va fer independent (i se'n va fundar la ciutat de Mesene com a capital), però van fracassar a la ciutat d'Esparta. El 369 aC, es va fundar a Arcàdia la ciutat de Megalòpolis, que fou poblada amb els ciutadans d'algunes ciutats arcàdies; en aquest any, els tebans van ocupar Pelena i van devastar les regions de Trecene i Epidaure; van lluitar contra el tirà de Tessàlia Alexandre de Feres, combats en què foren capturats els caps tebans Ismènies i Pelòpides.
El 368 aC, els tebans van tornar a atacar Esparta, derrotada en la batalla de Leuctra, i s'inicià l'hegemonia tebana, i el 366 aC a Tessàlia van ser derrotats, però l'any següent Epaminondes hi va vèncer i va obligar els tessalis a alliberar els tebans presoners (especialment Pelòpides i Ismènies); mentrestant, un intent de pau mitjançant un congrés a Delfos organitzat per Dionís de Siracusa i Ariobarzanes, sàtrapa de Frígia, no va reeixir. El 367 aC, els espartans van derrotar els arcadis i argius a Medea (l'anomenada Victòria sense llàgrimes) i Epaminondes va tornar al Peloponès per tercera vegada; el 366 aC, Epaminondes va ser a Acaia per a unir aquesta regió amb Argos i Arcàdia contra Esparta; el 365 aC, els tebans van construir una flota amb què van ocupar Larimna a la Lòcrida. El 364 aC, Epaminondes, va imposar Perdicas III com a rei de Macedònia (enfront de Ptolemeu Alorita, que fou executat) i va tornar a Tessàlia i va derrotar Alexandre de Feres a Cinoscèfals; també Epaminondes va fer una expedició naval que va suposar que Bizanci, Rodes, Quios i Ceos deixaren l'aliança amb Atenes i passaren a la de Tebes, però això només va durar mentre les naus tebanes foren en aquestos llocs, car només sortir els partits proatenencs van recuperar el poder. Durant l'absència d'Epaminondes, els oligarques que tenien el seu principal a Orcomen, van intentar un cop d'estat a Tebes, que fou avortat, i 300 conspiradors i ciutadans d'Orcomen foren executats; Orcomen fou atacada i destruïda i molts habitants assassinats o venuts com a esclaus.
El 363 aC, Epaminondes va fer la seva quarta i darrera expedició al Peloponès; a Arcàdia, la disputa era permanent entre Tegea (aliada de Tebes) i Mantinea (aliada darrerament a Esparta); Epaminondes va atacar Mantinea, on hi havia forces espartanes i va derrotar la ciutat i els seus aliats (12 de juliol del 362 aC), victòria en la qual va perdre la vida. La mort d'Epaminondes va suposar el final de l'hegemonia tebana a Grècia. Una pau a Arcàdia va establir poc després la partició entre els dos bàndols: Tegea i Megalòpolis i altres ciutats menors d'un costat, i Mantinea d'un altre. Tebes encara va conservar un cert prestigi per un temps, però el 358 aC les ciutats de l'illa d'Eubea, que havia passat a domini tebà després de la batalla de Leuctres el 371 aC, es van revoltar; Tebes va enviar-hi un exèrcit, però els rebels van demanar ajut a Atenes, amb el qual van rebutjar els tebans.

### Les guerres Sagrades i els macedonis
Un decret religiós del consell amfictiònic de Delfos va condemnar els espartans i focis, i aquests darrers, dirigits per Filomé i Onomarc, van ocupar Delfos i es van apoderar del tresor sagrat. Això va fer aixecar una coalició contra Fòcida (356 aC), que van encapçalar Tebes (que no perdonava a Fòcida la seva sortida de la Lliga Beòcia) i Tessàlia, i marcà l'inici de l'anomenada Tercera Guerra Sagrada. El 346 aC, Tebes va atacar Fòcida i va incendiar Aba; la guerra va acabar amb la intervenció de Filip de Macedònia, que va destruir les ciutats de la Fòcida i obligà el cap foci Felecos a rendir-se (346 aC); Filip va retornar a Beòcia la ciutat d'Orcomen i d'altres que se n'havien separat; en la Pau de Filocrates, el 346 aC, Fòcida fou exclosa de l'amfictionia, desmilitaritzada (i les fortificacions destruïdes) i va haver de pagar 60 talents a l'any per tornar els tresors robats.
El 339 aC, a la quarta Guerra Sagrada, Filip II de Macedònia va passar per les Termòpiles i va ocupar Elatea, a la frontera de Beòcia. Tebes, que era aliada de Macedònia, va entrar llavors, gràcies a l'oratòria de Demòstenes, en l'aliança atenenca (la Lliga Hel·lena) per fer front a l'hegemonia macedònia, per la qual cosa les dues ciutats formarien un exèrcit conjunt que seria dirigit per Atenes per terra i alternativament per ambdues a la mar; Tebes pagaria un terç de les despeses i Atenes dos terços. La coalició fou derrotada per Filip en la batalla de Queronea el 338 aC, i les ciutats gregues van esdevenir, de fet, dependències de Macedònia. Tebes es va rendir i la Lliga Beòcia fou dissolta (Oropos fou transferida a Atenes); una guarnició macedònia es va establir a Cadmea i es va crear el govern dels Tres-cents, partidari de Filip. Orcomen i Platea foren restaurades i repoblades amb ciutadans enemics de Tebes.
El 336 aC va morir Filip II de Macedònia i el 335 aC els tebans antimacedonis es van revoltar en córrer el rumor de la mort del rei macedoni Alexandre el Gran, van assetjar la guarnició macedònia i van demanar als grecs la rebel·lió general; Alexandre va anar-hi des d'Il·líria i va exigir als rebels la submissió, i com que no la va obtenir, va ocupar la ciutat i la va destruir; sis mil tebans van morir i la resta dels seus habitants, uns trenta mil, foren fets esclaus, i el seu territori repartit entre les ciutats veïnes d'Orcomen, Platea i de la Fòcida i d'alguna altra. Només va restar en peu Cadmea, seu de la guarnició macedònia i la casa de Pindar. Durant els següents vint anys, Tebes va restar despoblada.

### Restauració
El 315 aC, fou restaurada per Cassandre, que hi va portar tebans exiliats i els seus descendents, operació en la qual va tenir el suport d'Atenes i d'altres estats de Grècia; a Cadmea, va restar una guarnició lleial a Cassandre. El 293 aC, Tebes va passar a mans de Demetri, que la va perdre, però la va recuperar el 290 aC.
Tebes va seguir la història de les ciutats gregues. Després de la caiguda de Corint el 146 aC, el cònsol Mumius la va destruir segons Tit Livi, però probablement només va destruir les muralles. Feu costat a Mitridates VI Eupator, rei del Pont en la guerra contra Roma, per la qual cosa Sul·la li va prendre la meitat del territori, que va destinar al culte religiós en compensació per les destruccions dels temples d'Olímpia, Epidaur i Delfos. Més tard, les terres foren tornades a Tebes, que ja no es va recuperar i era només un llogaret en temps d'August i de Tiberi (segons Estrabó). Al segle ii, Cadmea era deshabitada i la part baixa de la ciutat estava quasi destruïda, menys els temples. Al final del segle iii i al segle iv, va recuperar població a causa de l'afluència de refugiats de les ciutats costaneres.

### Edat mitjana
El 1040, els tebans van lluitar contra els invasors búlgars, però foren derrotats. El 1146, la ciutat fou incendiada pels normands de Sicília, que van fer un gran botí. El 1166, fou visitada per Benjamí de Tudela i era una ciutat de certa importància, amb una forta població de jueus (uns dos mil).
Fou ocupada pels almogàvers, que la van convertir en la seva capital després del 1311, i fou integrada aviat dins el ducat d'Atenes. El vicari general i l'arquebisbe del ducat residien a Tebes amb forta població catalana i el municipi era organitzat segons els costums de Barcelona i les consuetuds de Catalunya. L'infant Ferran de Mallorca fou empresonat al castell de Sant Omer, que fou destruït pels catalans el 1331, el mateix any en què es va signar un tractat entre els almogàvers i el senyor de Negrepont. El 1362, Roger de Llúria es va aixecar allí contra el lloctinent del vicari a Tebes, Pere Despou. Roger va permetre l'establiment dels otomans a la ciutat (1363), però els va expulsar el 1364 a precs del Papa. Una assemblea de dignataris catalans va donar lloc als anomenats Capítols de Tebes (1367), aprovats pel rei de Sicília, referits al bon estament dels ducats i al govern i la defensa dels castells. El Papa va reunir els delegats d'Europa a Tebes per una aliança contra els turcs (1373). El 1378, els catalans es van revoltar contra el vicari Lluís Frederic, però aquest els va sotmetre. Els navarresos de Joan d'Urtúbia van atacar la ciutat, afavorits per la traïció d'alguns habitants com misser Aner, Oliver Domingo, Joan Coromines i probablement l'arquebisbe Simó Autamano. Els assetjats van rebre ajut de Galceran de Peralta i del notari Pere Balter des d'Atenes, però aquests foren derrotats i van caure presoners dels navarresos, i llavors la ciutat fou ocupada i saquejada; els catalans i grecs van fugir a Eubea i Atenes (maig a juny de l'any 1379). L'any següent (1380), Lluís Frederic va intentar recuperar la ciutat i Joan d'Urtúbia va demanar l'ajut i protecció als hospitalers. El 1388, va passar a la família florentina dels Acciajouli.
Més tard, sota domini otomà (des 1460), va quedar reduïda només a la ciutadella de Cadmea i algunes cases més. No queda cap rastre de l'antiga ciutat i només s'hi han trobat algunes estàtues i fragments de les muralles.

## El Batalló Sagrat de Tebes i l'homosexualitat entre militars

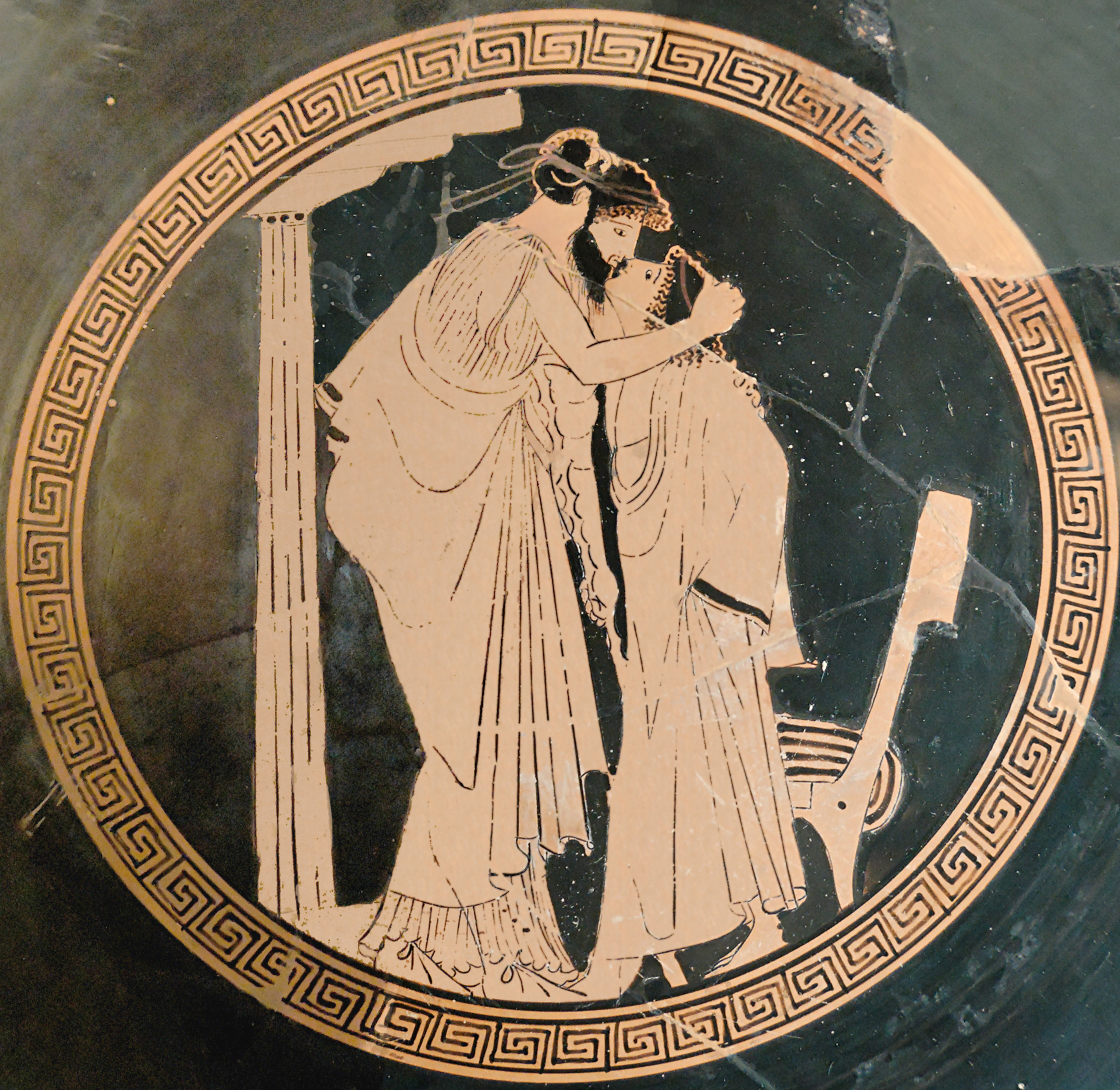
Kylix àtic (segle V aC) que representa un amant (ἐραστής) besant el seu amat (ἐρώμενος). Les representacions d'escenes pederàstiques són abundants en l'art grec.

El Batalló Sagrat de Tebes, una unitat militar separada de la resta i reservada únicament a homes i els seus joves estimats, és normalment considerat com el primer exemple de com a l'antiga Grècia s'usava l'amor entre soldats de la tropa per estimular el seu esperit combatiu. Els tebans atribuïen al Batalló Sagrat el poder de Tebes durant la generació anterior a la seva caiguda davant Filip II de Macedònia, que va quedar tan impressionat davant del seu valor en combat que va manar construir un momument que encara avui es manté en peus en el lloc on es van enterrar als soldats. També va criticar durament les opinions que els espartans tenien del Batalló. Diu Plutarc en la seva obra Pelòpides:
Morin els que hagin pogut pensar que entre semblants homes hagi pogut haver-hi res reprensible.
En la mateixa obra, Plutarc cita també l'opinió de Pammenes de Tebes:
El Nèstor d'Homer no va ser molt hàbil capitanejant un exèrcit quan va ordenar que els grecs formessin per tribus (…), atès que havia d'haver unit els amants amb els seus estimats. Perquè els homes de la mateixa tribu es valoren molt poc els uns als altres quan el perill aguaita; però un grup cimentat en l'amistat basada en l'amor mai serà separat doncs, tement l'afront, els amants pels estimats, i aquests per aquells, així perseveren en els perills els uns pels altres.
Aquestes unions estan reflectides en episodis de la mitologia grega, com l'heroica relació entre Aquil·les i Pàtrocle en l'Ilíada, on pel que sembla la seva unió va estimular tant la moral com la valentia. Les unions a l'exèrcit prenien la forma típica de pederàstia, sent escasses les relacions més igualitàries. Aquestes relacions han quedat documentades per molts historiadors grecs i en discursos filosòfics, així com en descortesos esments com la de Filip II de Macedònia, recollida per Plutarc:
Trobem que la majoria de les nacions guerreres són més addictes a l'amor, com els beocis, els lacedemonis i els cretencs. I entre els més antics herois cap va ser tan amorós com Melèagre, Aquil·les, Aristòmenes, Cimó o Epaminondes; l'últim dels quals va tenir com concubins a Asòpic i a Cafisodor, que va ser assassinat al costat d'ell en la Batalla de Mantinea i jeu enterrat molt proper a ell.
Durant la Guerra Lelantina entre Eretria i Calcis, abans d'una decisiva batalla els calcidians van demanar ajuda a un guerrer anomenat Cleòmac. Ell va respondre a la seva petició, portant al seu amant perquè observés. Liderant la càrrega contra els eretris, va portar a Calcis a la victòria pagant com a preu la seva pròpia vida. Els calcidians li van erigir una tomba al mercat en gratitud i van adoptar la pederàstia.

## Llocs principals de la ciutat antiga
Tebes era famosa per les seves set portes, a les quals van fer al·lusió Homer i Hesíode. Els seus noms eren, segons bona part de les fonts:
- Prètides
- Electres
- Neites
- Crenees
- Ogígies
- Homoloïdes
- Ebdomes

Els monuments i llocs principals de l'antiga Tebes eren:
- El Temple de l'Apol·lo Ismeni
- La font Mèlia d'Ismenos
- Atena Onca
- La font de Dirce
- El teatre i el temple de Dionís
- El monument d'Amfió i Zetos
- La font de Sant Teodor
- Syrma Antígona
- Casa de Píndar

Les vies principals portaven a Platea, Leuctres, Tanagra, Calcis, Tèspies i Acrafni.